# Abraham Breymand
Abraham Auguste Breymand est un homme politique français né le 15 avril 1806 au Puy-en-Velay (Haute-Loire) et mort  le 20 décembre 1873 au Puy-en-Velay.

## Biographie
Sous-lieutenant, il sert quatre ans en Afrique. Opposant à la Monarchie de Juillet, il est député de la Haute-Loire de 1848 à 1851, siégeant à gauche, puis au groupe d'extrême gauche de la Montagne.

## Sources
- « Abraham Breymand », dans Adolphe Robert et Gaston Cougny, Dictionnaire des parlementaires français, Edgar Bourloton, 1889-1891 [détail de l’édition]